# This Is War
This Is War je tretji album rock skupine 30 Seconds to Mars. Izšel je leta 2009 pri založbi Virgin Records.

## Seznam skladb
Vse pesmi je napisal in uglasbil Jared Leto,  razen kjer je drugače zapisano.
| Št.             | Naslov                       | Pisec           | Dolžina |
| --------------- | ---------------------------- | --------------- | ------- |
| 1.              | „Escape‟                     |                 | 2:24    |
| 2.              | „Night of the Hunter‟        |                 | 5:40    |
| 3.              | „Kings and Queens‟           |                 | 5:46    |
| 4.              | „This Is War‟                |                 | 5:27    |
| 5.              | „100 Suns‟                   |                 | 1:58    |
| 6.              | „Hurricane‟                  |                 | 6:12    |
| 7.              | „Closer to the Edge‟         |                 | 4:33    |
| 8.              | „Vox Populi‟                 |                 | 5:43    |
| 9.              | „Search and Destroy‟         |                 | 5:39    |
| 10.             | „Alibi‟                      |                 | 5:59    |
| 11.             | „Stranger in a Strange Land‟ |                 | 6:54    |
| 12.             | „L490‟                       | S. Leto         | 4:27    |
| Skupna dolžina: | Skupna dolžina:              | Skupna dolžina: | 60:40   |